# إبراهيم واتارا
إبراهيم واتارا (بالفرنسية: Ibrahim Ouattara)‏ (ولد في 4 أغسطس 1990 في دابو، ساحل العاج) لاعب كرة قدم دولي عاجي يجيد اللعب في مركز المهاجم. يلعب حاليا لصالح الخالدية الذي ينافس في الدوري البحريني الممتاز منذ 2021.

## روابط خارجية
- إبراهيم واتارا على موقع قاعدة بيانات كرة القدم.إي يو (الإنجليزية)
- إبراهيم واتارا على موقع Soccerway.com (الإنجليزية)